# Tramvajová smyčka Nádraží Hostivař

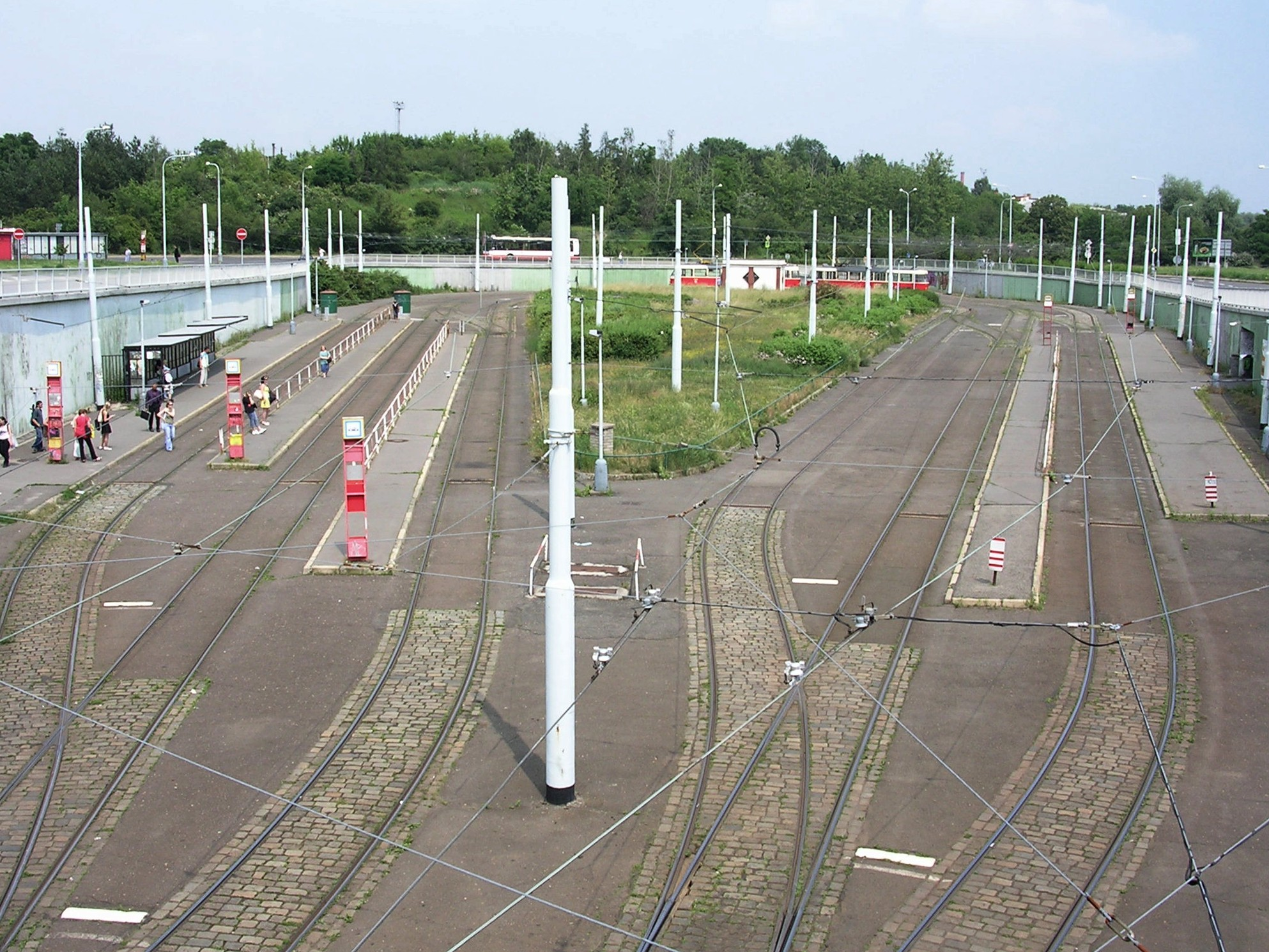
Celkový pohled na smyčku; vlevo nástup, vpravo výstup

Tramvajová smyčka Nádraží Hostivař je hlavová tramvajová smyčka ukončující tramvajovou trať Průběžná – Nádraží Hostivař v pražské tramvajové síti. Do provozu byla uvedena 4. října 1982, kdy nahradila starší smyčku náměstí Josefa Marata, která se nacházela cca 400 m západněji na dnes již nepojmenovaném prostranství.
Tramvajová trať zde podchází jeden z pruhů Průmyslové ulice, vede zářezem a nakonec vyúsťuje v prostranství nedaleko od hostivařského nádraží. Smyčka leží pod úrovní okolního terénu. Je trojkolejná; k dispozici jsou dvě výstupní a tři nástupní stanoviště (pro vnitřní kolej výstupní stanoviště chybí). Mezi vnitřní a prostřední kolejí se za výstupním stanovištěm nachází kolejový přejezd.
Kromě přestupů na železniční dopravu na nádraží, podle kterého nese svůj název, je zde možnost přestupu na autobusové linky.
V roce 2022 byly stěny kolem smyčky vyzdobeny dvojicí muralů zobrazujících plavkyně v nekonečných smyčkách, inspirovaných tramvajovými smyčkami.

Mural s názvem Plav! (David Mazanec, 2022)